# Seale and Sands
Seale and Sands est une paroisse civile du Surrey, en Angleterre.